# D1001 (Oise)
De D1001 is een departementale weg in het Noord-Franse departement Oise. De weg loopt van de grens met Val-d'Oise via Beauvais naar de grens met Somme. In Val-d'Oise loopt de weg als D301 verder richting Parijs. In Somme loopt de weg verder als D1001 richting Amiens.

## Geschiedenis
Oorspronkelijk was de D1001 onderdeel van drie routes nationales. Het deel tussen Val-d'Oise en Beauvais was onderdeel van de N1, het deel tussen Beauvais en Breteuil van de N181 en het deel tussen Breteuil en Somme van de N16. De N1 liep toen via een westelijkere route, de huidige D901, verder naar Calais. In 1973 werd dit westelijke deel overgedragen aan de departementen. De N1 ging toen in haar geheel via de huidige D1001 lopen.
In 2006 werd de weg overgedragen aan het departement Oise, omdat de weg geen belang meer had voor het doorgaande verkeer vanwege de parallelle autosnelweg A16. De weg is toen omgenummerd tot D1001.